# カディル・グリャモフ
カディル・グリャモフ（1945年2月17日 - ）は、ウズベキスタンの政治家、軍人。元国防相。大佐。

## 経歴
タシュケント出身。1968年、タシュケント国立大学物理学部を卒業。1968年～1971年、核物理学研究所（モスクワ）科学職員。
1971年からウズベキスタン科学アカデミー物理工学研究所先任科学職員、タシュケント国立大学物理学部教授。1983年～1988年、ウズベキスタン科学アカデミー物理工学研究所研究室主任。1999年まで科学アカデミーの科学生産公団「太陽物理学」総裁。1991年～1999年、科学アカデミー主任学術書記を兼任。
1999年5月～2000年9月、ウズベキスタン共和国軍アカデミー校長兼国防次官。2000年9月29日～2005年11月18日、国防相。
現在、自宅軟禁中。

## パーソナル
妻帯、2児を有する。
物理・数学科学博士。教授。ウズベキスタン科学アカデミー準会員。イスラム科学アカデミー会員。高エネルギー物理学と核物理学に関する250件以上の論文を著作。
ビルニ名称ウズベキスタン国家賞を受賞。「独立」記念メダル、二等「ション・シャラフ」勲章を受章。